# Joševa (Loznica)
Joševa (Serbisches-kyrillisch: Јошева) ist ein Dorf, in der Opština Loznica (Gemeinde Loznica) im Westen Serbiens.

## Geographie

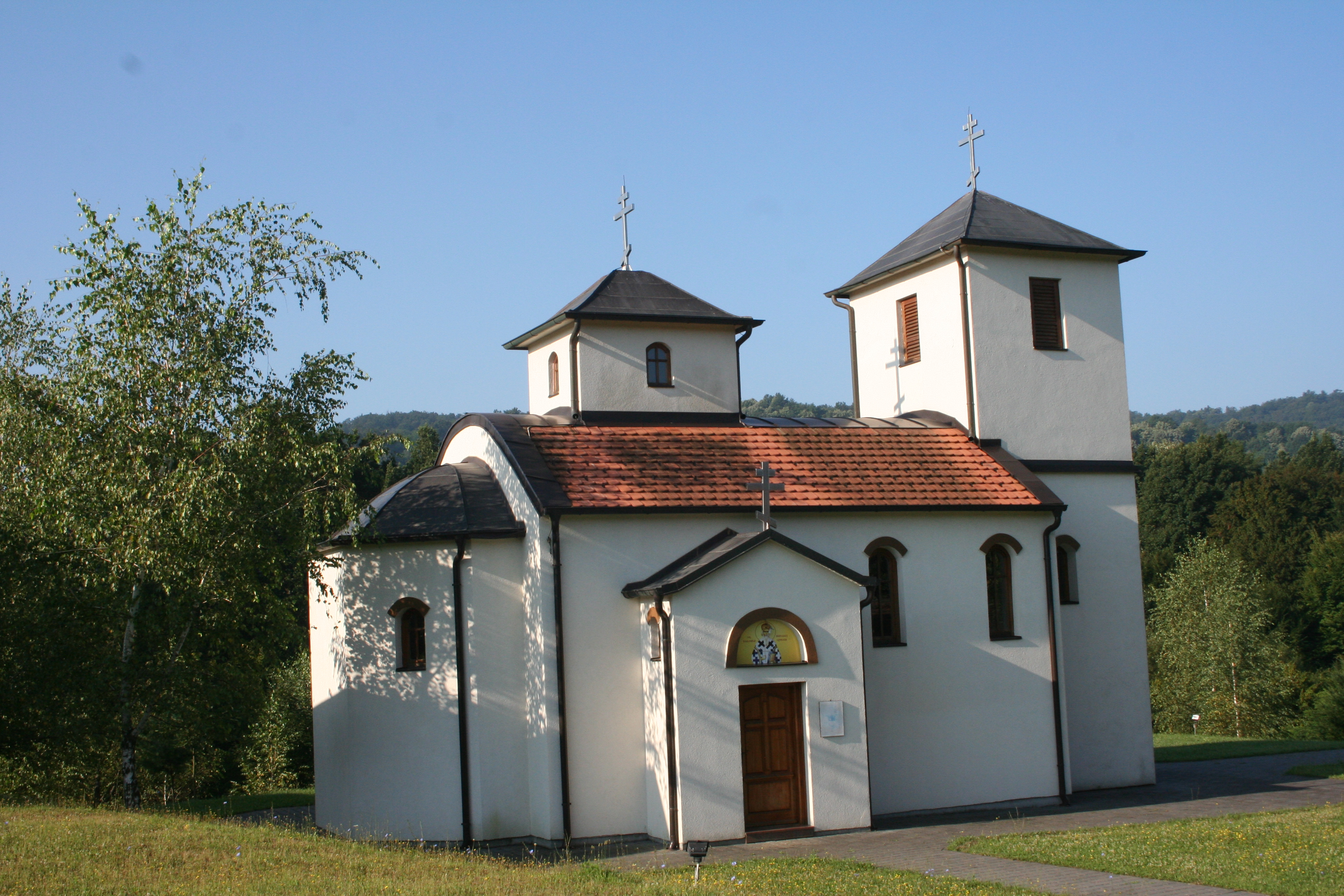
Die Klosterkirche des Serbisch-orthodoxen Klosters Manastir Sv. Romanovi am Rande von Joševa

Joševa liegt in der Opština Loznica, im Okrug Mačva im nordwestlichen Zentralserbien, in der historischen Region Jadar, die ein Teil der serbisch-bosnischen Grenzregion Podrinje ist, benannt nach dem Fluss Drina. 
Das Dorf liegt am Fuße der Gebirge Cer und Iverak. Joševa besteht aus den drei Dorfteilen: Lužanica, Rečani und Potočari. 
Das Dorf liegt nordöstlich der Gemeindehauptstadt Loznica. Nachbardörfer von Joševa sind: Jadranska Lešnica, Veliko Selo, Kamenica und Čokešina. 
Das Klima im Dorf ist kontinental, hat jedoch viele Sonnenstunden und es wehen vor allem Nord-, Süd- und Ostwinde. 

### Gewässer
Im Ort existieren acht Brunnen. Das Dorf wird vom Fluss Lešnica durchflossen, dieser entspringt an der Quelle Dobra Voda. Im Ort mündet der Bach Joševica, der das Dorf durchfließt und namensgebend für den Ort ist, in die Lešnica.

## Bevölkerung
Der Ort hatte 1.037 Einwohner bei der Volkszählung von 2011, während es 1.123 Einwohner im Jahre 2002 waren. Nach den letzten drei Bevölkerungsstatistiken fällt die Einwohnerzahl von Joševa weiter. 
Die Mehrheit der Einwohner des Dorfes sind Serben. Es leben aber auch eine größere Anzahl von Roma in Joševa. 

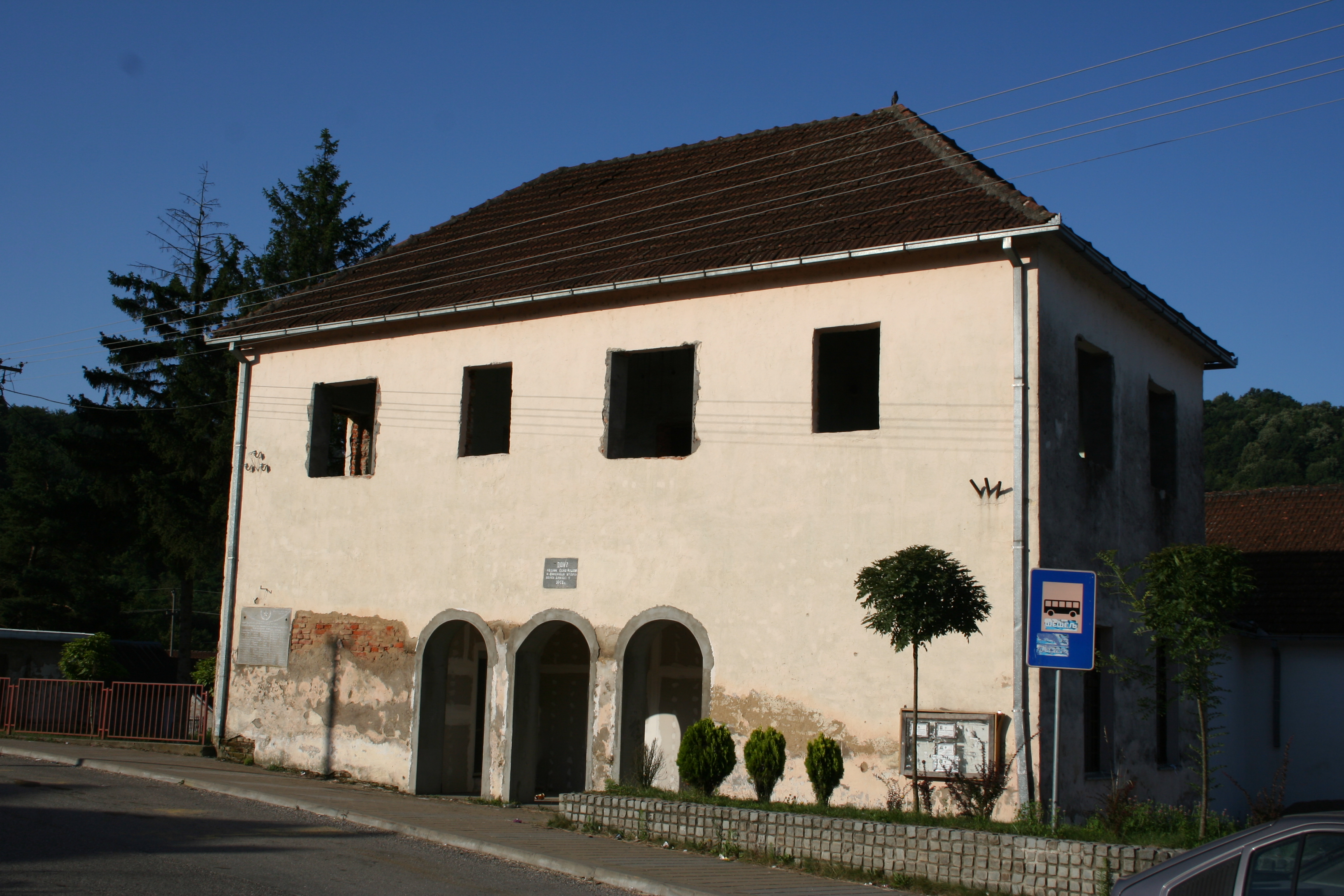
Das Kulturhaus von Joševa

### Demographie

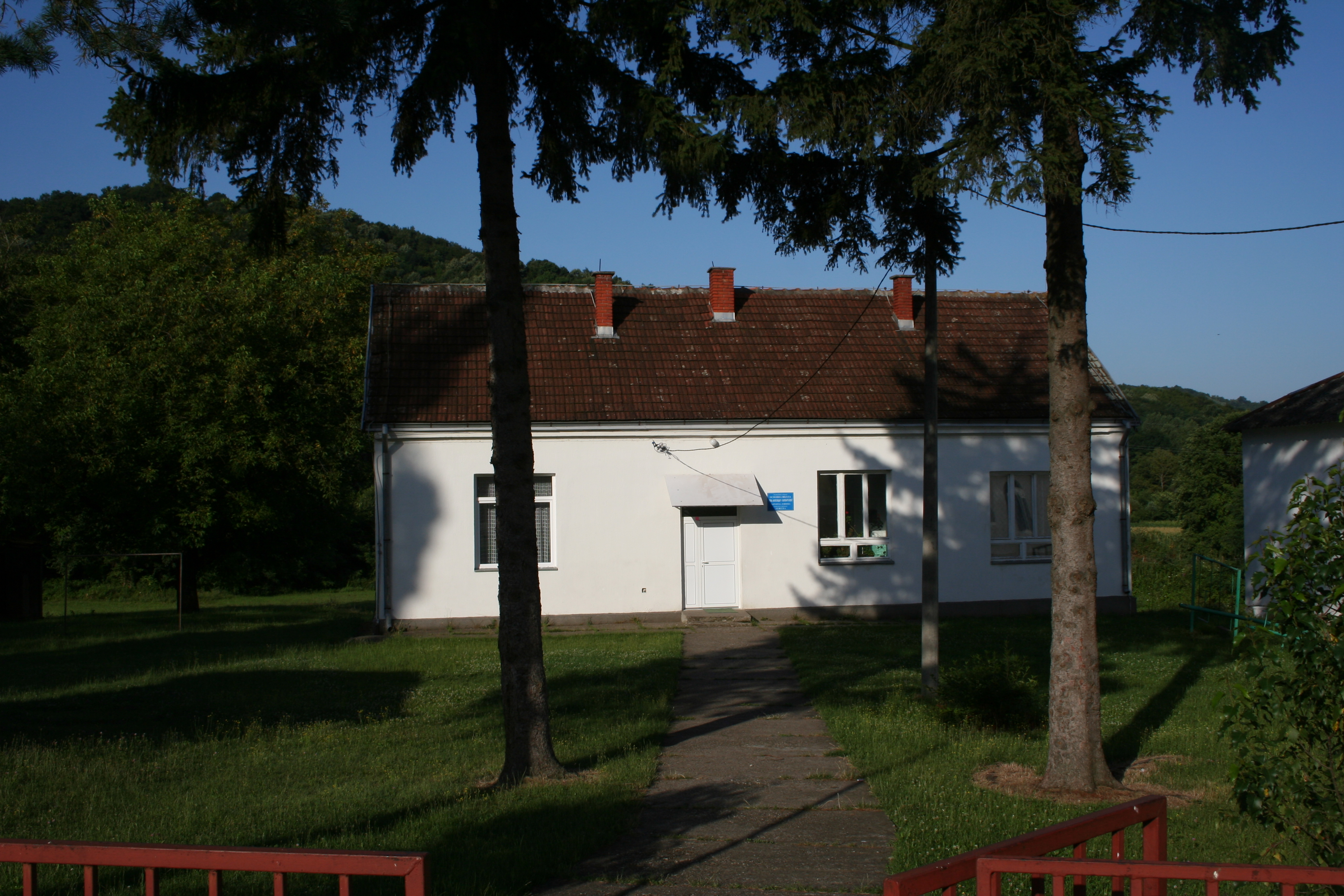
Die Dorfgrundschule von Joševa

| Jahr | Einwohnerzahl |
| ---- | ------------- |
| 1948 | 1245          |
| 1953 | 1329          |
| 1961 | 1346          |
| 1971 | 1190          |
| 1981 | 1228          |
| 1991 | 1207          |
| 2002 | 1123          |
| 2011 | 1037          |

## Religion
Die Bevölkerung des Dorfes bekennt sich zur Serbisch-orthodoxe Kirche.
In Joševa steht die 1998 erbaute Serbisch-orthodoxe Christi-Auferstehungs-Kirche, die Pfarreikirche der Pfarrei Joševa im Dekanat Jadar der Eparchie Šabac, der Serbisch-orthodoxen Kirche. 
Die Slava des Dorfes ist Christi Himmelfahrt (Spasovdan). Die Pfarrei Joševa besteht aus den zwei Dörfern: Joševa und Kamenica.
In der Nähe des Ortes, steht seit 2012 das Serbische-orthodoxe Kloster  Manastir Sv. Romanovi. Das Kloster ist der Hl. Familie, des letzten russischen Zaren Nikolaus II. geweiht.

## Infrastruktur
Joševa besitzt eine Dorfgrundschule, eine Postfiliale, ein Haus der lokalen Gemeinschaft (Mesna zajednica), einen Kindergarten (seit 2011), ein Kulturhaus (Dom kulture) aus dem Jahre 1948, eine Diskothek (2011 eröffnet), eine Schmiede und ein Gasthaus.

## Belege
- Artikel über das Dorf, auf der Seite Poreklo.rs, (serbisch)
- Artikel über die Pfarrei, auf der Seite der Eparchie Šabac, (serbisch)
- Artikel über die Eröffnung des Kindergartens im Dorf auf der Seite der Stadt Loznica, (serbisch)
- Knjiga 9, Stanovništvo, uporedni pregled broja stanovnika 1948, 1953, 1961, 1971, 1981, 1991, 2002, podaci po naseljima, Republički zavod za statistiku, Beograd, maj 2004, ISBN 86-84433-14-9
- Knjiga 1, Stanovništvo, nacionalna ili etnička pripadnost, podaci po naseljima, Republički zavod za statistiku, Beograd, Februar 2003, ISBN 86-84433-00-9
- Knjiga 2, Stanovništvo, pol i starost, podaci po naseljima, Republički zavod za statistiku, Beograd, Februar 2003, ISBN 86-84433-01-7